# 11040 Wundt
11040 Wundt eller 1989 RG1 är en asteroid i huvudbältet som upptäcktes den 3 september 1989 av den belgiske astronomen Eric W. Elst vid Haute-Provence-observatoriet. Den är uppkallad efter tysken Wilhelm Wundt.